# Pawlo Wirskyj
Pawlo Pawlowytsch Wirskyj (* 12. Februarjul. / 25. Februar 1905greg. in Odessa, Russisches Kaiserreich; † 5. Juli 1975 in Kiew, Ukrainische SSR) war ein ukrainischer Tänzer und Choreograf.

## Leben
Pawlo Wirskyj besuchte von 1923 bis 1927 die Musik- und Theaterhochschule in Odessa und im Anschluss setzte er sein Studium von 1927 bis 1928 an der Moskauer Theaterakademie fort.
Von 1928 an war er Balletttänzer, später künstlerischer Leiter am Opernhaus Odessa, an der Charkower Oper, der Dnipropetrowsker Oper, dem Taras-Schewtschenko-Opernhaus in Kiew und am Kiewer Balletttheater.
Pawlo Wirskyj gründete 1937, zusammen mit dem Choreografen Mykola Bolotow (ukr. Микола Олександрович Болотов, 1904–1955), das heutige Nationale Akademische Tanzensemble der Ukraine „Pawlo Wirskyj“, dessen Leiter er auch von 1955 bis 1975 war. Zu dieser Zeit war die Tanzgruppe das Staatstanzensemble der Ukrainischen Sozialistischen Sowjetrepublik.
Seit 1946 war er Mitglied der KPdSU. Er lebte in Kiew und starb dort 70-jährig, wo er auf dem Baikowe-Friedhof bestattet wurde.

## Ehrungen
Pawlo Wirskyj erhielt zahlreiche Ehrungen, Darunter:
- Stalinpreis (1950)[2]
- Staatspreis der Sowjetunion (1970)[2]
- Taras-Schewtschenko-Nationalpreis (1965)[3]
- Volkskünstler der UdSSR (1960)[2]
- Orden des Roten Banners der Arbeit (1949, 1965)
- Orden des Roten Sterns (1942)
- Orden der Völkerfreundschaft (1975)

Anlässlich des 100. Geburtstages von Pawlo Wirskyj im Jahr 2005 gab die ukrainische Post eine Briefmarke und die ukrainische Nationalbank innerhalb der Münzserie Herausragende Persönlichkeiten der Ukraine eine Zwei-Hrywnja-Gedenkmünze mit seinem Porträt heraus.

## Weblinks

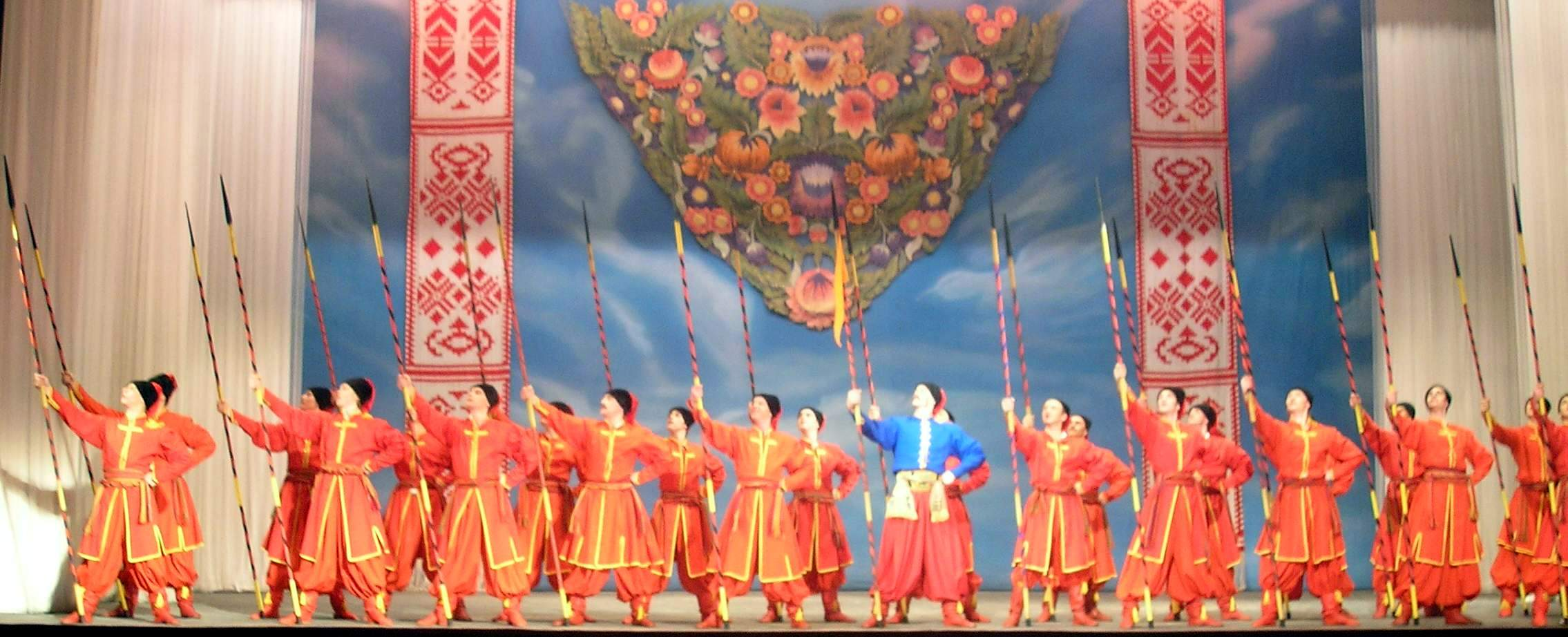
Aufführung des nach Pawlo Wirskyj benannten Ukrainischen Nationalen Volkstanz-Ensembles